# Жила (геология)
Жилата е геоложко тяло, образувано в резултат от запълване на скални пукнатини с минерално вещество (запълваща жила) или в резултат на метасоматично заместване на скалата по протежение на пукнатина (заместваща жила). Особен практически интерес представляват жилите, които съдържат разнообразни руди и минерали. С тях са свързани много находища на различни видове минерални суровини – злато, оловно-цинкови руди, волфрам, живак и други, навсякъде по света.

## Характеристика
Дължината и дълбочината на една жила обикновено са много по-големи от ширината ѝ. Дължината на жилите варира от 1 км до 200 км. Например жилите на Етна продължават 10 – 15 км, а дебелината им от 30 м се запазва без промяна по цялата дължина. Една от най-дългите известни златотосни, кварцови жили се намира в Калифорния. Проследена е в продължение на 112 км, а дебелината ѝ варира от 30 см до 10 м.
Някои от жилите се оформят близо до земната повърхност, а други се развиват на дълбочина над 3 км – например жилните отлагания край град Колар, Индия. За разлика от дайките, които са съставени предимно от магмени скали, жилите съдържат рудни минерали – кварц, карбонати, сулфиди и др.
Изходите на жилите могата да бъдат разнообразни. Когато са съставени от материал, който е устойчив на атмосферни влияния и трудно се разрушава, жилите се появяват като издигната стена или хребет над вместващите скали. Ако са от материали, които лесно се рушат, се появяват като кухини или издатини със силно полегати склонове. Възможни са и всички междинни варианти, в зависимост от устойчивостта на съставящите елементи. В края на дължината си жилите завършват или като постепенно изтъняват, или рязко, като отсечени, достигайки до друг вид скала.
Ширината на една и съща жила може да се изменя в широки граници. Дори на някои места да достигне до размера на незначителна пукнатина, това не означава, че е свършила, тъй като в повечето случаи такова изтъняване е последвано от ново разширение. В някои случаи изтъняването и разширяването се редуват толкова равномерно, че жилата се разпада на серия от свързани лещовидни маси. Такива жили се наричат лещовидни.
Дълбочината на жилите може да варира от няколко сантиметра до километри. Има рудоносни скали, които са разработени до дълбочина от 1000 м и границата им не е достигната. Такива са например рудникът Адалберт в Пршибрам, Чехия, рудниците Клаустал и Андреасберг в Харц, Германия и други.

## Показатели
- Мощност – Най-краткото разстояние между вместващите скали, дебелина на жилата. Измерва се директно.[2] Прави се разлика между геоложка и работна мощност. Геоложката е дебелината на пласта, а работната е най-малкото количество мощност, при което е възможно и оправдано разработването на жилния депозит. Тя зависи от стойността на минералите, които го съставят и варира от няколко сантиметра до десетки метри.[1]
- Направление на падане – направлението на жилата по отношение на посоките на света.[2]
- Плоскост – Плоскостите на двете стени на жилата се приемат за една обща плоскост, така че да могат да се уточнят някои допълнителни показатели и ъгли.[2]
- Удар на жилата – измерва се в градуси или часове.[2]
- Ъгъл на падане – ъгълът, заключен между плоскостта на жилата и хоризонталната равнина.[2]

## Образуване
Жилата е епигенетично образувание – продукт на вторични процеси, при които скалите се изменят, преобразуват и в тях се формират полезни изкопаеми и минерали. Те или изпълват пукнатините на вече съществуващи скали, или се пораждат при метасоматичната им замяна с минерални вещества по протежение на пукнатини, в които циркулират рудоносни разтвори. Намират се както в магмени, така и в утаечни скали от всички епохи – от най-старите до най-новите, и често се свързват с по-значителни масиви от скали със същия състав.
Жилите могат да бъдат създадени по два начина – механичен и химичен. Много пъти възникването им е следствие и на двата метода едновременно. Пример за механично възникване са всички алогенни жили. Към тях спадат и брекчевидните жили, които съдържат фрагменти от вместващите скали.
Несравнимо по-разпространени са жилите, появили се по химичен път. Те се делят на три главни групи:
- Образувани чрез охлаждане и кристализация на разтопени маси. Понякога такива жили се образуват едновременно с възникването на пукнатините, в които са вложени. Към тази група спадат скалите, които са интрузивни, или близки до тях като състав и произход.
- Образувани чрез отделяне от разтвори. Това е най-честият начин за формиране на жили, които са и най-важни в практическо отношение.
- Образувани от газообразни продукти, които са следствие на сублимация. Това е рядко явление, наблюдавано в близко съседство с действащи вулкани.[2]

- Утаечни жили – Образуват се чрез запълване на скални пукнатини с утаечни материали. Могат да възникнат при екзогенни процеси, като въвеждането на материала става или по време на утаяване, или при диагенеза – превърщане на утайките в седиментни скали.[4]

Освен това жилите могат да бъдат запълващи и заместващи:
- Запълващи жили – Образуват се чрез повтарящо се запълване на малки пукнатини в брекчевидни скали с минерални вещества. Най-благоприятни за образуването им са неголемите пукнатини.[5]
- Заместващи (метасоматозни) жили – Получават се чрез метасоматоза и прекристализация на вместващите скали, в които циркулират рудоносни разтвори. Метасоматозата е процес на заместване на минералите, който протича под въздействието на ендогенни разтвори и промяна в химичния състав на скалата. Разтварянето на старите минерали и отлагането на нови протича почти едновременно, така че по време на процеса на заместване минералите остават твърди през цялото време.[6] Обикновено запълващите жили се образуват на значителни дълбочини. Възникват при заместването на пластови и брекчевидни скали.[5]

Основните геоложки елементи, които определят размера и условията за възникване на жилите са посоката и дължината на пукнатината, наклона и дебелината ѝ, както и посоката и ъгъла на падане. Много често се срещат в зони на срязване, когато жилите са образувани едновременно със срязващата деформация. Тогава в тях се образуват призматични минерали, или такива с иглест хабитус. Те са ориентирани с дългите си оси перпендикулярно или под някакъв ъгъл по отношение на стените. Начинът им на ориентиране подсказва, че са били формирани при отваряне на пукнатините, които са запълнили.
В зависимост от начина на образуване те могат да се делят още на:
- Жили на разтягане
- Жили на срязване

## Видове
В продължение на много години са предлагани различни класификации на жилите. Предложения са правени от Вернхард фон Кота, Луис Калеб Бек, Карл Богданович, немецът Г. Шнайдерген, Михаил Усов и много други. Делят се на:
Според формата си:
- Прости – Жилите са с формата на плоча и запълват единични минерализирани пукнатини. Наричат се плочковидни и се характеризират с проста форма, без разклонения. Освен това при тях липсва рязка промяна в мощността, местонахождението и условията на залежа.[8]
- Сложни – Застинали са в снопове от преплетени пукнатини, или зони на раздробяване и начупване на скалата. Сложната жила представлява натрупване на тънки, често клиновидни жили, включваща и променената странична скала, която лежи между тях. Съставящите жили и прожилки могат да бъдат успоредни, мрежовидни, пресичащи се или да се разминават радиално. Много често една жилна фисура се разделя на поредица от по-малки и по-тънки пукнатини, които се отделят от главната и я съпътстват. Обикновено те имат незначителна дължина и скоро или се съединяват с основната, или се вклинват в нея. Много пъти от двете си страни жилата се съпровожда от редица странични разклонения, които се наричат съпътстващи жили. С увеличаването на техния брой и намаляване на мощността на главната жила се получава т.нар. сложна жила.[2]

Простите и сложните жили могат да се срещнат самостоятелно, но в повечето случаи те са обединени в групи, заедно с техните спътници и прожилки. В местностите, богати на пукнатини, могат да се срещнат няколко групи паралелни жили, които се пресичат и след това отново се разделят.

## Сложни жили
Съществуват множество видове сложни жили. Те могат да се делят на:

### В зависимост от формата
- Алпийски жили – минерализирани кухини, при които параметрите на кристализация са стабилни продължително време. Образуващите кристали са реализирани във форма на правилни, добре остенени многостени. Те са продукт на преотлагане на водни разтвори в пукнатините на вместващите скали. Свързани са с регионалния метаморфизъм и постмагматичните процеси. Терминът произлиза от Алпите, където това геоложко образувание е открито и описано за първи път. Срещат се навсякъде по земната кора.[5][9]
- Врязани – Имат неправилна форма с леки разширения и са възникнали чрез заместване на част от вместващите скали. Обикновено са разположени перпендикулярно на скалните пластове и не излизат извън границите на един слой. Характерни са за вертикални пукнатити в слоисти варовици и доломити.[5][10]
- Еруптивни – лавови или пирокластични жили, които се отличават от дайките само по правилната си форма и малките си размери.[11]

- Камерни – Характерни са за неправилни, щокообразни разширения и изкривени пукнатини, в завоите на които са събрани силно раздробени скални късове. На местата, където в жилите попадат скални парченца и има промяна в равномерността ѝ, могат да се получат доста големи раздувания. Това се случва обикновено при разклоненията на дорудните пукнатини.[5] Образуват се в неразтворими скали.[12]
- Конституционни – разклонени жили, които пронизват вулканичните скали и са се образували още в периода на втвърдяване на магмата.[13]
- Лещовидни (фестончати) – поредица от последователно свързани раздути, лещовидни жили. Характерни са за златоносните находища.[14]
- Мрежести – Минералното вещество запълва пукнатини, които взаимно се пресичат.[15]
- Отчетливи – състоят се от отделни, ясно оформени набъбвания на жилна рудна маса, разделени от малки неминерализирани, нерудни пространства.[16]
- Разклонени – разделят се странично и в дълбочина на по-малки жили и прожилки.[17]
- Стъпаловидни – състоят се от къси, успоредно разположени жили и прожилки, които запълват напречни пукнатини във вместващите скали, или в друга жила.[18]
- Тип конска опашка – рудни жили, състоящи се от поредица от големи, успоредно разположени жили, придружени от множество отделящи се от тях по-малки, които са разположени само от едната страна на главната жила.[19]
- Щокверк – Неравномерно рудно тяло, образувано от скала, проникната от гъста мрежа от различно ориентирани жили и прожилки, съдържащи рудни минерали. Формира се най-често в горната част на интрузивни скали. Понякога достига значителни размери и има щокообразни очертания. Класически щокверк може да се види в находището Алтенберг, Саксония.[5]

### В зависимост от разположението им спрямо околните скали
- Послойни (пластови) – лежат съгласно между пластовете на утаечни и метаморфни скали, имат обща посока с тях и не ги пресичат. Често се огъват по гънките на вместващите ги скали.[2]
- Сечащи – лежат несъгласно между пластовете на скалите и ги пресичат.[2]
- Контактни – развиват се в пукнатини по продължение на контакта на дайка с вместващите скали.[5]
- Седловидни – Разположени са между пластовете, в прегъвките на антиклинали или синклинали, като се вклиняват в краищата им.[20]
- Съпътстващи, спътникови, странични – Тънки жили или прожилки, разположени на малко разстояние от по-голяма, главна жила, без да я пресичат.[21]

### Според ъгъла на падане
- Вертикални – ъгълът на падане е почти вертикален – от 80° до 90°.[2]
- Стръмни – ъгълът на падане е между 45° и 80°.[2]
- Полегати – ъгълът на падане от 0 до 45°.[2]

### Според материала, от който са изградени
Немският учен Лазо разделя видовете жили според материала, от който са изградени:
- Автогенни – Жилите са образувани в самите пукнатини. Състоят се от един минерал, или са неравномерна смес от няколко. Характерно за тях е, че по минерален състав и по строеж са различни и непостоянни в различните си участъци. Повечето жили от този вид се състоят от един преобладаващ минерал като кварц, варовик, флуорит и други. Често са придружени от голямо разнообразие от рудни минерали. Понякога такива жили са със сложен строеж – състоят се от няколко минерала, често разположени на слоеве от периферията към центъра. Известните месторождения на злато в Австралия и Калифорния всъщност представляват автогенни, кварцови, златосъдържащи жили в слоести скали. Сребърните руди в Мексико, Калифорния, Норвегия и в Алтай се състоят от кварц, флуорит, малко калцит и доломит. Като съставна част на минералните жили много разпространени са железните, медните, оловните, цинковите и калаените руди.[2]
- Алогенни – Образувани са от отломки, внесени в пукнатините отвън. Структурата на една жила често не е еднаква в различните си части. В страничните области тя е финозърнеста, дори понякога стъкловидна, а в центъра става по-едрозърнеста и често съдържа друзи, съставени от големи минерални кристали, включени в състава на скалата. Към групата на алогенните жили принадлежат някои кобалтови, медни и цинкови руди в Саксония, Унгария и Бохемия. Алогенните жили се делят на:[2]

* Едрозърнести – Скалите и техните компоненти са по-груби.
* Финозърнести – Скалите и техните компоненти са по-фини
- Ледени – клиновидни ледени тела, образувани в резултат на еднократно или многократно, периодично замръзване на вода в скалните пукнатини, които пресичат скалите или други ледени маси.[22]